# Duurzaam energiebedrijf
Een duurzaam energiebedrijf is een (gemeentelijk) energiebedrijf dat duurzame energie projecten initieert, coördineert en/ of beheert met als primaire doel de gestelde klimaatsdoelstellingen te realiseren. De duurzaam opgewekte energie van het bedrijf wordt in eerste instantie aangewend voor eigen verbruik van zowel de gemeente als van de bedrijven en inwoners van deze gemeente. De resterende energie wordt teruggeleverd aan de markt, welke kan bestaan uit omliggende gemeenten, bedrijven of bewoners maar ook uit andere energiebedrijven, de groothandelsmarkt en zelfs energiebeurzen. Het rendement dat met de duurzame energieproductie wordt behaald, wordt aangewend ter financiering van nieuwe duurzame energieprojecten.

## Nederland
In Nederland heeft een aantal gemeenten en provincies reeds een duurzaam energiebedrijf opgericht, doorgaans in nauwe samenwerking (en mede-eigendom) met commerciële partijen. In de meeste gevallen gaat het hierbij nog niet om een pure vorm van een duurzaam energiebedrijf, maar een tussenvorm op de weg ernaartoe. Hierdoor wordt ervaring opgedaan en hoopt men de kansen op een bredere en economische exploitatie te vergroten.
- Den Haag - Aardwarmte Den Haag vof, Vennootschap om aardwarmte beschikbaar te maken in een woonwijk;
- Veenendaal - Duurzame Energie Veenendaal-oost (DEVO) B.V., een publiek-private samenwerking

Verder zijn er veel gemeenten die soortgelijke initiatieven in voorbereiding hebben.